# Campeonato Português de Hóquei em Patins de 2019–20
O Campeonato Português de Hóquei em Patins de 2019-20 seria a 80.ª edição do principal escalão do campeonato português de Hóquei em Patins. A competição, organizada pela Federação de Patinagem de Portugal, foi disputada por 14 clubes.
Devido à Pandemia de COVID-19, a Federação de Patinagem de Portugal decidiu anular a I Divisão Hóquei Patins 2019/20 à 19ª Jornada.  Isto fez com que não houvesse campeão nem despromoções. 

## Classificação Geral
Anulado à 19ª Jornada

| Pos | Equipe         | Pts | J  | V  | E | D  | GP  | GC  | SG  | Classificação ou descenso |
| --- | -------------- | --- | -- | -- | - | -- | --- | --- | --- | ------------------------- |
| 1   | SL Benfica     | 49  | 19 | 16 | 1 | 2  | 95  | 45  | +50 | Liga Europeia             |
| 2   | Sporting CP    | 46  | 19 | 15 | 1 | 3  | 83  | 43  | +40 | Liga Europeia             |
| 3   | UD Oliveirense | 44  | 19 | 14 | 2 | 3  | 95  | 57  | +38 | Liga Europeia             |
| 4   | FC Porto       | 42  | 19 | 13 | 3 | 3  | 122 | 53  | +69 | Liga Europeia             |
| 5   | OC Barcelos    | 37  | 19 | 11 | 4 | 4  | 92  | 82  | +10 | Taça WS Europe            |
| 6   | HC Braga       | 28  | 19 | 8  | 4 | 7  | 66  | 64  | +2  | Taça WS Europe            |
| 7   | HC Turquel     | 25  | 19 | 7  | 4 | 8  | 57  | 66  | −9  |                           |
| 8   | AD Sanjoanense | 22  | 19 | 7  | 1 | 11 | 73  | 81  | −8  | Taça WS Europe            |
| 9   | Riba d'Ave HC  | 20  | 19 | 6  | 2 | 11 | 67  | 96  | −29 | Taça WS Europe            |
| 10  | AD Valongo     | 19  | 19 | 6  | 1 | 12 | 64  | 83  | −19 |                           |
| 11  | AJ Viana       | 17  | 19 | 4  | 5 | 10 | 64  | 73  | −9  |                           |
| 12  | CD Paço Arcos  | 16  | 19 | 5  | 1 | 13 | 54  | 91  | −37 | Playout 2ª Liga           |
| 13  | HC Tigres      | 13  | 19 | 4  | 1 | 14 | 53  | 103 | −50 | Playout 2ª Liga           |
| 14  | AE Física      | 5   | 19 | 1  | 2 | 16 | 43  | 91  | −48 | Despromoção 2ª Liga       |